# Gmina Mljet
Gmina Mljet (chorw. Općina Mljet) – gmina w Chorwacji, w żupanii istryjskiej. W 2011 roku liczyła 1088 mieszkańców.

## Miejscowości
Miejscowości wchodzące w skład gminy Mljet:
- Babino Polje
- Blato
- Goveđari
- Korita
- Kozarica
- Maranovići
- Okuklje
- Polače
- Pomena
- Prožura
- Prožurska Luka
- Ropa
- Saplunara
- Sobra